# Dirty Projectors

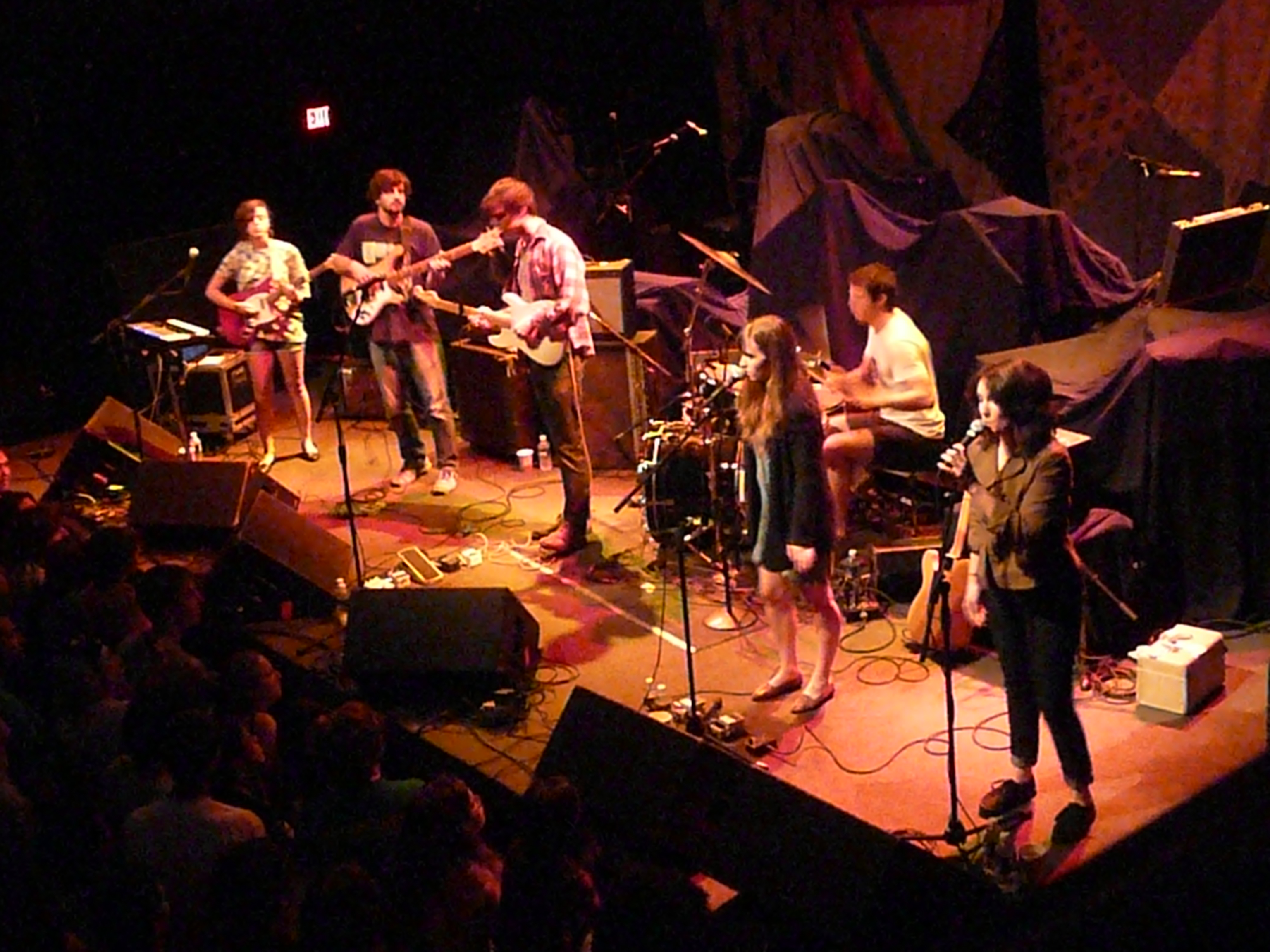
Dirty Projectors, 2009.

Dirty Projectors är en amerikansk musikgrupp bildad 2002 i Brooklyn, New York. De har under 2000-talet och 2010-talet varit en prominent grupp inom New Yorks indierockscen. Gruppen som sedan starten letts av gitarristen och sångaren David Longstreth har sedan bildandet bestått av många olika konstellationer, över 30 personer har varit medlemmar i gruppen. En av de mer tongivande medlemmarna var Amber Coffman, som dock sedan 2016 lämnat gruppen för att bli soloartist.
Deras mest uppmärksammade album hittills är 2009 års Bitte Orca.

## Diskografi, album
- The Glad Fact, 2003
- Morning Better Last!, 2003
- Slaves' Graves and Ballads, 2004
- The Getty Address, 2005
- Rise Above, 2008
- Bitte Orca, 2009
- Swing Lo Magellan, 2012
- Dirty Projectors, 2017
- Lamp Lit Prose, 2018